# Aureocramboides
Aureocramboides är ett släkte av fjärilar. Aureocramboides ingår i familjen Crambidae.
Kladogram enligt Catalogue of Life:
| Aureocramboides | \| \| Aureocramboides apollo \| \| \| \| \| \| Aureocramboides mopsos \| \| \| \| |
|                 | \| \| Aureocramboides apollo \| \| \| \| \| \| Aureocramboides mopsos \| \| \| \| |
|                 | Aureocramboides apollo                                                            |
|                 |                                                                                   |
|                 | Aureocramboides mopsos                                                            |
|                 |                                                                                   |